# 須原一秀
須原 一秀（すはら かずひで、1940年（昭和15年） - 2006年（平成18年）4月）は、日本の哲学者・社会思想研究家。元立命館大学非常勤講師。元龍谷大学非常勤講師。論理学・科学哲学専攻、大阪市立大学文学部哲学科博士課程退学。大阪府出身。

## 人物
現代を肯定的に捉え、哲学的思索に裏打ちされた社会思想研究を行う哲学者であったが、本人の遺著『自死という生き方』によれば「一つの哲学的プロジェクトとして」、2006年4月、自宅近くの神社にて自殺した（65歳没）。

## 著書
- 『超越錯覚：ひとはなぜ斜にかまえるか』新評論　1992年
- 『高学歴男性におくる 弱腰矯正読本：男の解放と変性意識』（新評論　2000年）
- 『〈現代の全体〉をとらえる一番大きくて簡単な枠組：体は自覚なき肯定主義の時代に突入した』新評論　2005年
- 『自死という生き方：覚悟して逝った哲学者』（双葉社　2008年）ISBN 978-4-575-29998-4（遺稿集）

翻訳
- アレックス・C.マイクロス『虚偽論入門』昭和堂　1983年